# Eriogonum corymbosum
Eriogonum corymbosum är en slideväxtart som beskrevs av George Bentham. Eriogonum corymbosum ingår i släktet Eriogonum och familjen slideväxter.

## Underarter
Arten delas in i följande underarter:
- E. c. aureum
- E. c. glutinosum
- E. c. heilii
- E. c. nilesii
- E. c. orbiculatum
- E. c. revealianum
- E. c. velutinum